# Disma
Disma é uma banda estadunidense de death metal oriunda da cidade de Clifton no estado de Nova Jersey. A banda foi formada em 2007 pelos guitarristas Daryl Kahan e Bill Venner.

## Integrantes
- Bill Venner – guitarra (2007–atualmente)
- Daryl Kahan – guitarra (2007–atualmente)
- Shawn Eldridge – bateria (2008–atualmente)
- Randi Stokes – baixo (2008–atualmente)
- Craig Pillard – vocal (2009–atualmente)

## Discografia
- The Vault of Membros (demo, 2009)
- Disma / Winterwolf (split, 2011)
- The Manifestation (EP, 2011)
- Towards the Megalith (álbum, 2011)